# Qualificazioni al campionato mondiale di calcio 2018 - UEFA - Fase a gironi, gruppo E
Questo è il gruppo E, uno dei 9 gruppi sorteggiati dalla FIFA valevoli per le qualificazioni al campionato mondiale di calcio 2018 per la UEFA. Il gruppo è composto da 6 squadre che sono: Romania (testa di serie e posizione numero 8 del ranking mondiale al momento del sorteggio), Danimarca (seconda fascia e posizione 24 del ranking), Polonia (terza fascia e posizione 30), Montenegro (quarta fascia e posizione 81), Armenia (quinta fascia e posizione 89) e Kazakistan (sesta fascia e posizione 142). Si svolge in partite di andata e ritorno per un totale di 10 giornate al termine delle quali la squadra prima in classifica si qualificherà direttamente alla fase finale del mondiale mentre la squadra seconda classificata, se risulterà tra le 8 migliori seconde, dovrà disputare un turno di spareggio per ottenere la qualificazione al mondiale 2018.

## Classifica
| Pos. | Squadra    | Pt | G  | V | N | P | GF | GS | DR  |
| ---- | ---------- | -- | -- | - | - | - | -- | -- | --- |
| 1.   | Polonia    | 25 | 10 | 8 | 1 | 1 | 28 | 14 | +14 |
| 2.   | Danimarca  | 20 | 10 | 6 | 2 | 2 | 20 | 8  | +12 |
| 3.   | Montenegro | 16 | 10 | 5 | 1 | 4 | 20 | 12 | +8  |
| 4.   | Romania    | 13 | 10 | 3 | 4 | 3 | 12 | 10 | +2  |
| 5.   | Armenia    | 7  | 10 | 2 | 1 | 7 | 10 | 26 | -16 |
| 6.   | Kazakistan | 3  | 10 | 0 | 3 | 7 | 6  | 26 | -20 |

Il regolamento prevede i seguenti criteri (in ordine d'importanza dal primo all'ultimo) per stabilire la classifica del girone:
- Maggior numero di punti ottenuti
- Miglior differenza reti
- Maggior numero di gol segnati

Nel caso in cui due o più squadre siano pari nei criteri sopraddetti, per determinare quale formazione sia avanti si considera:
- Maggior numero di punti ottenuti negli incontri fra le squadre a pari punti
- Miglior differenza reti negli incontri fra le squadre a pari punti
- Maggior numero di gol segnati negli incontri fra le squadre a pari punti
- Maggior numero di gol segnati in trasferta negli incontri fra le squadre a pari punti
- Miglior punteggio nella graduatoria del fair play
- Sorteggio a opera del Comitato Organizzativo della FIFA

## Risultati

### 1ª giornata
| Arbitro: | Harald Lechner |

|             |           |  |
| Eriksen 17’ | Marcatori |  |

| Arbitro: | Serdar Gözübüyük |

|                     |           |                                    |
| Xïjnïçenko 51’, 58’ | Marcatori | 9’ Kapustka 35’ (rig.) Lewandowski |

| Arbitro: | Anthony Taylor |

|          |           |             |
| Popa 85’ | Marcatori | 87’ Jovetić |

### 2ª giornata
| Arbitro: | Vladislav Bezborodov |

|  |           |                                                             |
|  | Marcatori | 4’ (rig.) Stancu 10’ Popa 12’ Marin 29’ Stanciu 60’ Chipciu |

| Arbitro: | Robert Schörgenhofer |

|                                                              |           |  |
| Tomašević 24’ Vukčević 59’ Jovetić 64’ Bećiraj 73’ Savić 78’ | Marcatori |  |

| Arbitro: | Gianluca Rocchi |

|                                  |           |                             |
| Lewandowski 20’, 36’ (rig.), 48’ | Marcatori | 49’ (aut.) Glik 69’ Poulsen |

### 3ª giornata
| Astana 11 ottobre 2016, ore 18:00 CEST | Kazakistan      | 0 – 0 referto | Romania | Astana Arena (12 346 spett.)\| Arbitro: \| Manuel de Sousa \| |
| Arbitro:                               | Manuel de Sousa |               |         |                                                               |

| Arbitro: | Ivan Kružliak |

|                                     |           |              |
| Mkoyan 48’ (aut.) Lewandowski 90+5’ | Marcatori | 50’ Pizzelli |

| Arbitro: | Alberto Undiano Mallenco |

|  |           |             |
|  | Marcatori | 32’ Bećiraj |

### 4ª giornata
| Arbitro: | Pavel Královec |

|                                          |           |                           |
| Grigoryan 50’ Haroyan 74’ Ġazaryan 90+4’ | Marcatori | 36’ Kojašević 38’ Jovetić |

| Arbitro: | Alon Yefet |

|                                                      |           |               |
| Cornelius 15’ Eriksen 36’ (rig.), 90+2’ Ankersen 78’ | Marcatori | 17’ Suyumbaev |

| Arbitro: | Damir Skomina |

|  |           |                                            |
|  | Marcatori | 11’ Grosicki 83’, 90+1’ (rig.) Lewandowski |

### 5ª giornata
| Arbitro: | Aleksandar Stavrev |

|                            |           |  |
| Mkhitaryan 73’ Özbiliz 75’ | Marcatori |  |

| Cluj-Napoca 26 marzo 2017, ore 20:45 CET | Romania         | 0 – 0 referto | Danimarca | Cluj Arena (26 895 spett.)\| Arbitro: \| Martin Atkinson \| |
| Arbitro:                                 | Martin Atkinson |               |           |                                                             |

| Arbitro: | Viktor Kassai |

|            |           |                              |
| Mugoša 63’ | Marcatori | 40’ Lewandowski 82’ Piszczek |

### 6ª giornata
| Arbitro: | Vladislav Bezborodov |

|          |           |                                              |
| 76’ Qwat | Marcatori | 27’ Jørgensen 51’ (rig.) Eriksen 81’ Dolberg |

| Arbitro: | Kevin Blom |

|                                  |           |            |
| Bećiraj 2’ Jovetić 28’, 54’, 82’ | Marcatori | 89’ Korjan |

| Arbitro: | Ruddy Buquet |

|                                         |           |            |
| Lewandowski 29’ (rig.), 57’, 62’ (rig.) | Marcatori | 77’ Stancu |

### 7ª giornata
| Arbitro: | Sébastien Delferière |

|  |           |                                   |
|  | Marcatori | 31’ Vešović 53’ Bećiraj 63’ Simić |

| Arbitro: | Ivan Bebek |

|           |           |  |
| Maxim 91’ | Marcatori |  |

| Arbitro: | Milorad Mažić |

|                                                     |           |  |
| Delaney 15’ Cornelius 42’ Jørgensen 59’ Eriksen 80’ | Marcatori |  |

### 8ª giornata
| Arbitro: | Bobby Madden |

|           |           |                                     |
| Koryan 6’ | Marcatori | 16’, 81’, 90+3’ Delaney 29’ Eriksen |

| Arbitro: | Andris Treimanis |

|                                           |           |  |
| Milik 11’ Glik 74’ Lewandowski 86’ (rig.) | Marcatori |  |

| Arbitro: | Craig Thomson |

|             |           |  |
| Jovetić 75’ | Marcatori |  |

### 9ª giornata
| Arbitro: | Matej Jug |

|                   |           |                                                                     |
| Hambardzumyan 39’ | Marcatori | 2’ Grosicki 18’, 25’, 64’ Lewandowski 58’ Błaszczykowski 89’ Wolski |

| Arbitro: | Björn Kuipers |

|  |           |             |
|  | Marcatori | 16’ Eriksen |

| Arbitro: | Sandro Schärer |

|                                    |           |              |
| Budescu 33’, 38’ (rig.) Keșerü 73’ | Marcatori | 82’ Turysbek |

### 10ª giornata
| Arbitro: | Deniz Aytekin |

|                    |           |          |
| Eriksen 59’ (rig.) | Marcatori | 88’ Deac |

| Arbitro: | Daniele Orsato |

|                                                                |           |                         |
| Mączyński 6’ Grosicki 16’ Lewandowski 86’ Stojković 89’ (aut.) | Marcatori | 78’ Mugoša 83’ Vukčević |

| Arbitro: | Alexandru Tean |

|              |           |                |
| Turysbek 62’ | Marcatori | 26’ Mkhitaryan |

## Statistiche

### Classifica marcatori
Ultimo aggiornamento: 8 ottobre 2017
16 gol
- Robert Lewandowski (6 rig.)

8 gol
- Christian Eriksen (2 rig.)

7 gol
- Stevan Jovetić

4 gol
- Thomas Delaney
- Fatos Bećiraj

3 gol
- Kamil Grosicki

2 gol
- Ruslan Koryan
- Henrikh Mkhitaryan
- Andreas Cornelius
- Nicolai Jørgensen

- Bauyrzhan Turysbek
- Sergey Xïjnïçenko
- Stefan Mugoša
- Žarko Tomašević

- Constantin Budescu (1 rig.)
- Adrian Popa
- Bogdan Stancu (1 rig.)

1 gol
- Geworg Ġazaryan
- Artak Grigoryan
- Hovhannes Hambarjowmyan
- Varazdat Haroyan
- Aras Özbiliz
- Marcos Pizzelli
- Peter Ankersen
- Kasper Dolberg
- Yussuf Poulsen
- Ïslambek Qwat
- Ğafwrjan Swyumbayev

- Damir Kojašević
- Stefan Savić
- Marko Simić
- Marko Vešović
- Nikola Vukčević
- Jakub Błaszczykowski
- Kamil Glik
- Bartosz Kapustka
- Krzysztof Mączyński
- Arkadiusz Milik
- Łukasz Piszczek

- Rafał Wolski
- Alexandru Chipciu
- Ciprian Deac
- Claudiu Keșerü
- Răzvan Marin
- Alexandru Maxim
- Nicolae Stanciu

Autoreti
- Hrayr Mkoyan (1 pro  Polonia)
- Filip Stojković (1 pro  Polonia)
- Kamil Glik (1 pro  Danimarca)